# Преббереде
Преббереде (нем. Prebberede) — община в Германии, в земле Мекленбург-Передняя Померания.
Входит в состав района Гюстров. Подчиняется управлению Мекленбургише Швайц. Население составляет 801 человек (на 2009 год); в 2003 году — 489. Занимает площадь 42,84 км².

## Фотографии

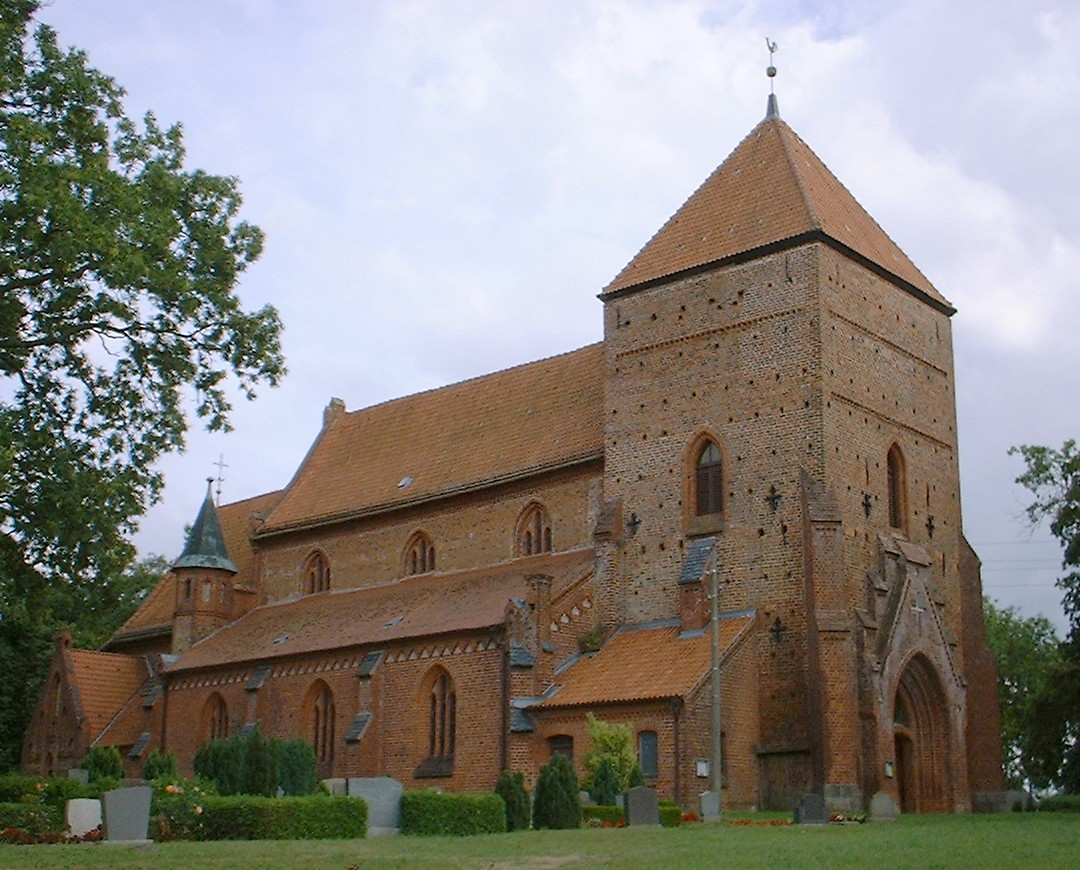
Церковь
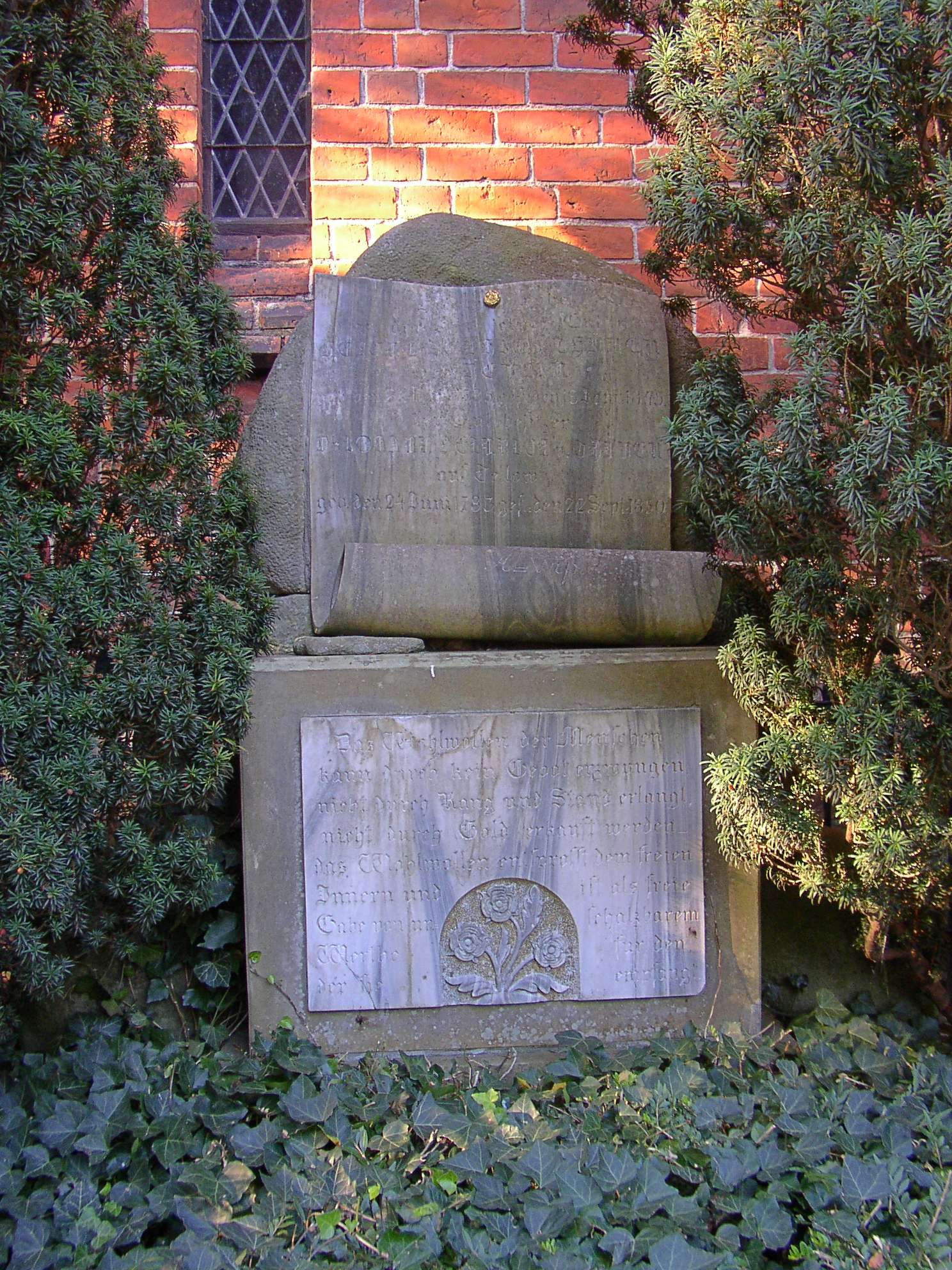
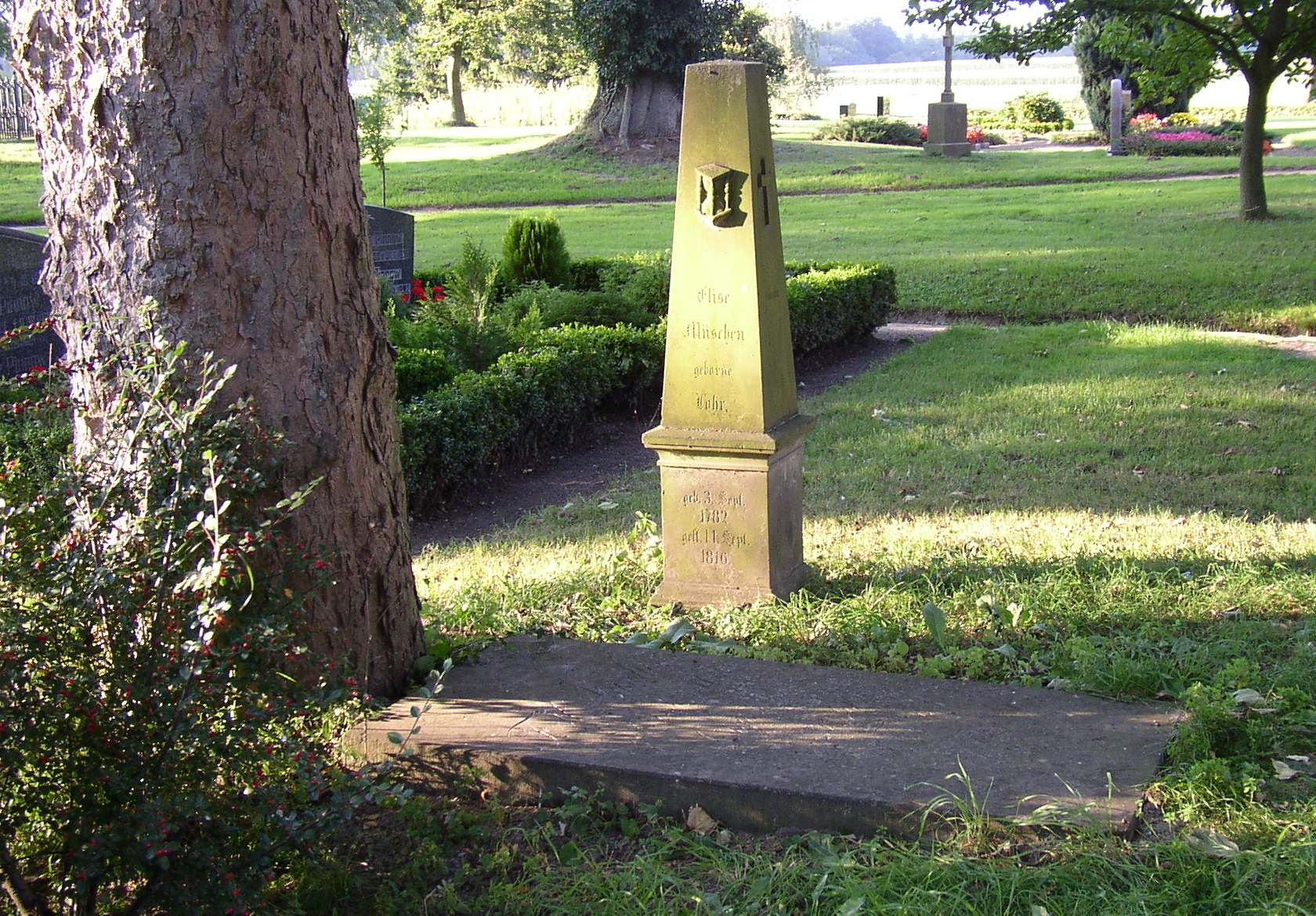
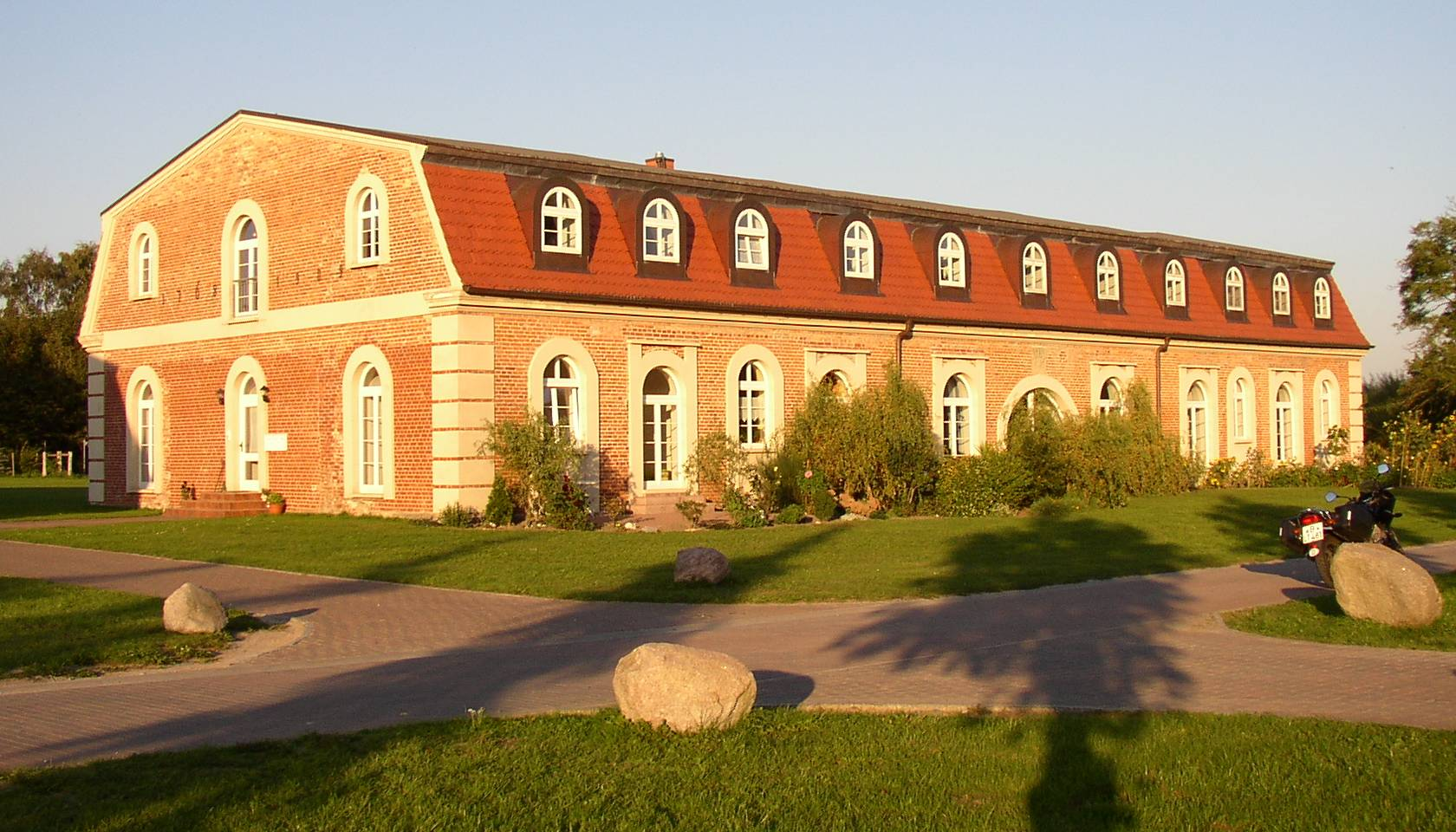